# 泰州 (泰州市)
泰州，中国五代十国时开始设置的一个州，治所在今江苏省泰州市。
五代南唐升元元年（937年）置泰州，治所在海陵县（今江苏泰州市）。辖境相当今江苏省泰州市、泰兴市、盐城市、兴化市、如皋市等地。南宋以后辖境缩小。元世祖至元十四年（1277年）改泰州路，二十一年（1277年）复改为州。属扬州路。元末迁治新城（今泰州市北）。明朝还旧治海陵县。洪武初以州治海陵县省入泰州。属扬州府。清朝为不辖县的散州。1912年改为泰县。1996年8月12日，组建地级泰州市。

## 相关参考
- 泰州长江大桥
- 扬州泰州国际机场
- 光孝寺 (泰州)
- 泰州引江河
- 泰州明代住宅